# Riccardo III
Riccardo III est un opéra italien en quatre actes, musique de Luigi Canepa et livret de Fulvio Fulgonio. Il fut d'abord joué au Teatro Carcano de Milan, le 10 novembre 1879.

## Argument
(mars 2017).
Le contenu est difficilement compréhensible vu les erreurs de traduction, qui sont peut-être dues à l'utilisation d'un logiciel de traduction automatique.

### Premier acte
Dans la salle demeure Rainard à Londres résonne au loin un choeur de travailleurs faisant l'éloge du travail d'un thème simple et sereine, presque insouciante, tandis que Riccardo III, de plus en plus seul, depuis la terrasse exprime, dans un contraste saisissant, tout le sa déception à la vue des gens heureux sous son règne. Le roi Il apparaît pour la vérité un peu la rhétorique, regrette que toutes les beautés fuir sa présence, et que sa présence ne génère la terreur, dans laquelle le roi exprime résolument sa volonté de faire de nouvelles réalisations semant la terreur. Peu de temps après par récitatif Riccardo III, il est clairement le noyau du drame; il, en fait, que je l'aime Elisabetta, la femme aimée par Rismondo qui se sont mobilisés dans toute l'Europe les alliés possibles, et qui espère se venger bientôt.

### Deuxième acte
Dans un vrai intérieur de la chambre de l'appartement de la reine mère à Westminster, Elisabetta a lu une lettre dans laquelle il écrit Rismondo qui est situé à Londres, et qu'il se rendrait au crépuscule. La femme a exprimé sa joie dans le roman, je verrai, dans lequel la mélodie, ce qui ne semble pas couler en douceur, parfois crée des moments qui semblent un peu rhétorique. Un thème agité présente l'entrée de la reine mère qui annonce la fille de Riccardo la prochaine arrivée et son intention de l'épouser, et Elisabetta, qui a bouleversé les revendications à préférer la mort à un tel mariage, répond que sa mort serait un grave souffler pour elle. Les deux femmes ne jurent alors ce sera toujours rester unis dans le duo de rêve. Un de l'anneau de corne introduit la finale du duo annonçant avec enthousiasme l'arrivée de Riccardo III, détesté par la reine mère, la sœur de ce dernier, comme responsable de la mort de ses enfants. La femme, qui avait renvoyé Elisabetta, restée seule avec son frère, à qui, dans le prochain duo, oppose farouchement un refus quand il demande la main de sa fille. Le roi était sourd montre également all'accorata moyen de la femme et à la fin prise avec force la main de la reine mère tire dans les chambres intérieures pas avant qu'il ait été mis à un ultimatum dramatique: Mort ou trône. Dans laconique partie finale, le roi simule une certaine réflexion vers Elisabetta se montrant préoccupé par la promenade nocturne dans le parc où il pourrait se cacher quelqu'un avec de mauvaises intentions. Scroop, comprendre que la situation va tomber, sort de sa cachette avec la lame humide de son sang, prétendant Fulckles Raul qu'il avait tués. Elisabetta, reconnaissant l'épée Rismondo, aurait été assassiné son amant et se jette dans les bras de sa mère.

### Troisième acte
Dans le sous-sol de métro de Londres, où plusieurs marins apportent à la vie avant, à un toast jovial puis chanter une barcarola douce. Scroop, venu à un moment où les marins chanter la Barcarolle, il traite les personnes présentes en soulignant la cruelle tyrannie de Riccardo III, puis les rassurer, accompagné d'une écriture martiale, sur la fin imminente de la tyrannie du roi d'Angleterre. L'ambiance festive contraste avec le dialogue entre Rutlando et Riccardo, dans lequel le confident du roi l'informe que Rismondo est toujours vivant et a placé son camp près de Boosworth ajoutant que Scroop a ainsi trahi. Le roi décide d'espionner ses actions avant que vous ne tuez l'espoir d'obtenir des informations importantes sur son rival. Pendant ce temps Scroop montre Elisabetta la coupe dans laquelle se trouve le licor. Les filles boissons du calice qui exalte les vertus, vous auriez à conclure avec un moment où agité Scroop, découvert et méprisé comme une vente, il tenterait sur la vie du roi qu'il serait sauvé par tout cuit.

### Quatrième acte
Le quatrième acte a lieu dans le vaste atrium du couvent des Franciscains de Leicester, où un chœur de jeunes filles faisant l'éloge de la nature et du printemps. La Reine Mère, inquiet parce que sa fille n'a toujours pas réveillé, est produit dans une prière. Immédiatement après la reine est rejoint par Rismondo, vainqueur de la bataille contre Riccardo, qui a été blessé. Elisabetta est encore enveloppée dans le sommeil, elle se réveille dans les bras de la mère qui avait initialement Rismondo loin pour empêcher sa fille d'une joie soudaine qui pourrait être mortelle. Après avoir raconté, dans la belle et éthérée l'air de la vision, tout ce qu'il a vu dans son sommeil, les deux amants peuvent riabbracciarsi dans une flamme de joie. Presque comme un fantôme, animé parmi les tombes, des spectacles blessés Riccardo, mais toujours fier, qui évoque des moments délirants de la bataille, et affirme être le roi a conclu son monologue avant de s'effondrer au sol mort.

### Discographie sélective
- 1962: Nino Bonavolontà - Corale “Luigi Canepa” Sassari, Orchestra dell’Ente Concerti “Marialisa de Carolis” - Nicola Rossi-Lemeni (Riccardo III), Franco Bonisolli (Rismondo), Walter Alberti (Scroop), Tommaso Frascati (Rutlando), Lucilla Udovich (Regina), Antonietta Pastori (Elisabetta) - Decca